# Val-de-Scie
Val-de-Scie is een fusiegemeente (commune nouvelle) in het Franse departement Seine-Maritime (regio Normandië). De plaats maakt deel uit van het arrondissement Dieppe. Val-de-Scie is op 1 januari 2019 ontstaan door de fusie van de gemeenten Auffay, Cressy en Sévis. 

## Geografie
In het westen van de gemeente ligt het dorp Auffay. In het noordoosten ligt het dorp Cressy, in het zuidoosten het dorp Sévis. Daarnaast liggen in de gemeente nog een paar gehuchten, waaronder Mesnil Sauval in het westen, en Bosc de Sévis en Bazomesnil in het oosten.
De rivier de Scie stroomt van zuid naar noord door Auffay.

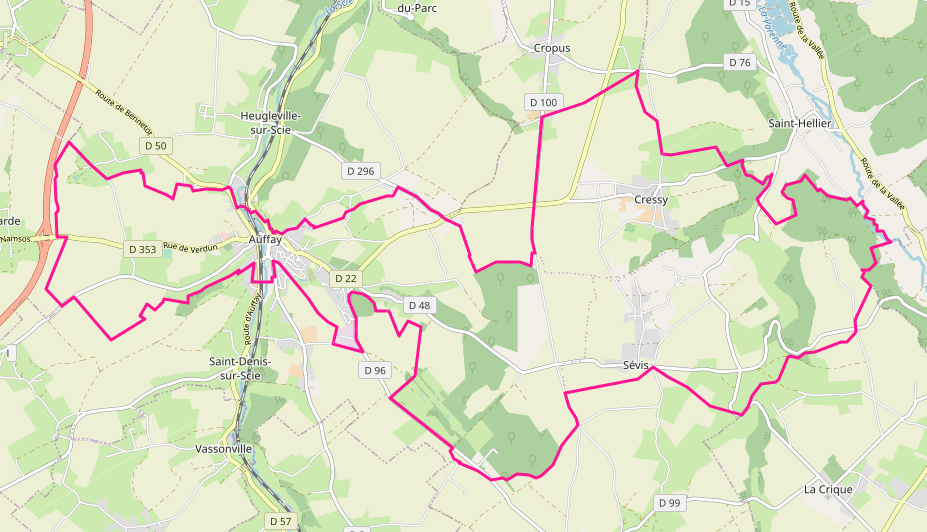
Kaart gemeente Val-de-Scie

## Verkeer en vervoer
In de gemeente staat het spoorwegstation Auffay.

## Demografie
Onderstaande figuur toont het verloop van het inwonertal (bron: INSEE-tellingen).
Val-de-Scie telde in 2017 2555 inwoners.
Auffay · Bazomesnil · Bosc de Sévis · Cressy · Mesnil-Sauval · Sévis